# Alojz Krist
Alojz Krist (30. července 1898 Pasieczna – 10. června 1971 Zvolen) byl funkcionář KSČ, veřejný činitel a úředník.

## Život
V letech byl 1908-1912 sklářským učněm v Katarínské Hutě. Zprvu pracoval jako pomocný sklář a dělník. V letech 1924-1948 byl obchodním vedoucím, později skladníkem Dělnického družstva Budoucnost v Banské Bystrici.
Později se stal místopředsedou Krajského národního výboru a vedoucím plánovacího oddělení v Banské Bystrici (1949-1953) a místopředsedou Krajského výboru Komunistické strany Slovenska v Banské Bystrici (1949-1950). Byl také poslancem České národní rady.